# 丹尼斯·普罗科彭科
丹尼斯·亨納迪約维奇·普罗科彭科（羅馬化：Denys Hennadiiovych Prokopenko；1991年6月20日—），烏克蘭軍官，乌克兰国民警卫队中校，現任亞速旅指揮官。
普罗科彭科具有卡累利阿血統，其祖父是芬蘭國防軍的軍人，曾在冬季戰爭中抗擊蘇聯的侵略。這場戰爭以蘇聯佔領卡累利阿而告終，他的祖父也對共產主義、布爾什維克主義和「蘇維埃人」懷有刻骨仇恨。因此，普罗科片科認為自己有義務幫助烏克蘭抵抗來自俄羅斯的侵略。
普罗科彭科畢業於基輔國立語言大學日耳曼語系，獲得英語教學專業學位。他還參加體育運動，是基輔迪納摩足球俱樂部的狂熱球迷之一。2014年頓巴斯戰爭期間，他參與烏克蘭東部的反恐行動，曾先後在亞速營之下擔任過排長和連長。2017年9月起，擔任亞速營指揮官。
2019年8月24日，在烏克蘭獨立日當天，烏克蘭總統弗拉基米尔·泽连斯基授予他第三等博格丹·赫梅利尼茨基勋章。
2022年俄羅斯入侵烏克蘭期間，他率領亞速營堅守馬里烏波爾。3月7日在一段視頻資訊中呼籲關閉烏克蘭領空並幫助馬里烏波爾，因為「敵人通過砲擊平民和破壞城市的基礎設施來破壞戰爭規則；敵人正在使馬里烏波爾遭受另一次種族滅絕。」
2022年3月19日，泽连斯基授予丹尼斯·普罗科彭科和弗拉基米尔·巴拉纽克二人「烏克蘭英雄」稱號，他們分別是參與馬里烏波爾保衛戰的兩支部隊：亞速營和烏克蘭第36獨立海軍陸戰隊的指揮官。
2022年5月21日，普罗科彭科向俄军投降。6月起，由尼基塔·納托奇代行指揮官職權。
2022年9月21日，普罗科彭科在战俘交换中被释放。根據烏克蘭與俄羅斯的換俘協議，普罗科彭科必須留在土耳其直至戰爭結束。
2023年7月8日，泽连斯基的专机将普罗科彭科等马里乌波尔指挥官带回了乌克兰。俄罗斯表示这违反了协议。
2023年7月17日，亚速旅在他們的Telegram頻道上宣布普羅科彭科将恢复军队职位。

## 榮譽
- 烏克蘭英雄稱號及金星勳章（2022年3月19日）
- 第三等博格丹·赫梅利尼茨基勋章（2019年8月21日）
- 烏克蘭服兵役勳章（英语：Medal For Military Service to Ukraine）（2015年3月25日）

## 備註
1. ↑  或按俄語名譯丹尼斯·普罗科片科